# Robert C. Weaver

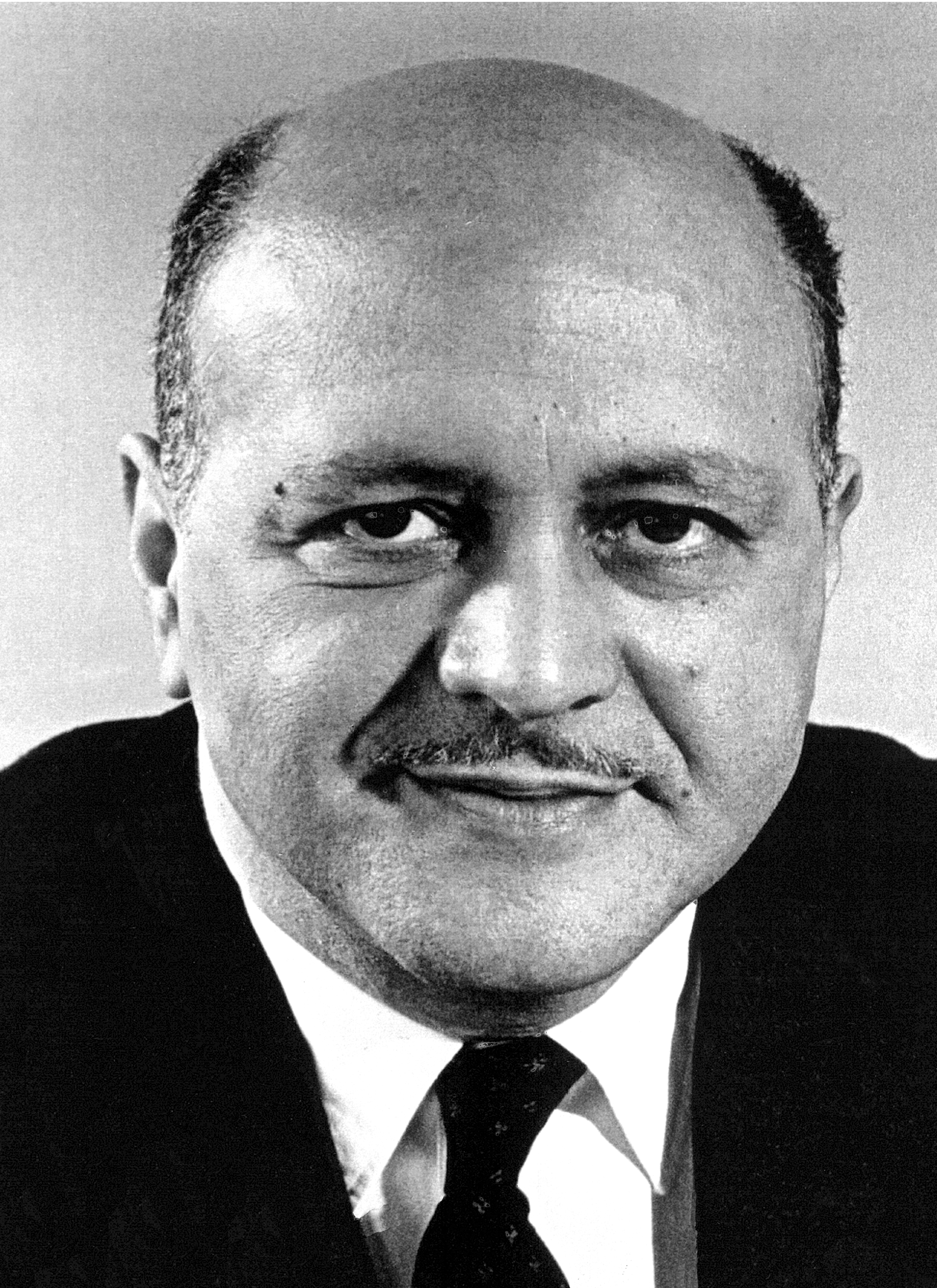
Robert Weaver.

Robert Clifton Weaver (29 de dezembro de 1907 – 17 de julho de 1997) foi um economista, acadêmico e administrador dos Estados Unidos; ele atuou no departamento criado pelo presidente Lyndon B. Johnson em 1965, como o primeiro Secretário de Habitação e Desenvolvimento Urbano de 1966 até 1968. Weaver foi o primeiro afro-americano a ser nomeado em um cargo do gabinete executivo federal dos Estados Unidos.
Antes de sua nomeação como oficial de gabinete, Weaver havia trabalhou na administração do presidente John F. Kennedy. Além disso, ele fez parte do governo do estado de Nova York e em cargos de alto nível na cidade de Nova York. Durante o governo de Franklin D. Roosevelt, ele foi um dos 45 afro-americanos proeminentes nomeados para cargos e ajudou a compor o Gabinete Negro, um grupo informal de conselheiros de políticas públicas afro-americanos. Weaver dirigiu programas federais durante a administração do New Deal, ao mesmo tempo em que completava seu doutorado em economia em 1934 na Universidade de Harvard.